# Médaille de saint Benoît
 (juillet 2022).
La médaille de saint Benoît est une médaille catholique datant du Moyen Âge, supposément utile comme exorcisme pour la lutte contre les démons. Elle est liée à Benoît de Nursie.

## Apparence

### Avers de la médaille
L'avers de la médaille est gravé à l'effigie de saint Benoît, généralement entourée de la légende Sanctus Benedictus monachorum Patriarcha, signifiant Saint Benoît, Patriarche des moines.

Envers de la médaille de saint Benoît

### Revers de la médaille
Sur le revers de la médaille figure la croix dite de saint Benoît accompagnée de plusieurs séries de lettres : 
- C S P B : « Crux Sancti Patris Benedicti » : Croix du saint Père Benoît.
- C S S M L : « Crux Sacra Sit Mihi Lux » : Que la sainte croix soit ma lumière.
- N D S M D : « Non Draco Sit Mihi Dux » : Que le dragon ne soit pas mon guide.
- V R S N S M V : « Vade Retro Satana, Numquam Suade Mihi Vana » : Retire toi satan, ne me conseille jamais tes vanités.
- S M Q L I V B : « Sunt Mala Quae Libas, Ipse Venena Bibas » : Les breuvages que tu offres sont le mal, bois toi-même tes poisons.

PAX est parfois remplacé par IHS : Iesus Homo Salvator ou, de façon plus communément admise : Iesus, Hominum Salvator (« Jésus Sauveur des hommes »).

## Historique
La médaille de saint Benoît devient populaire dans la chrétienté à partir du XVIe siècle. « outre sa préservation contre le démon, elle passe pour guérir toutes sortes de maladies... ». Elle fait partie de la piété populaire.

## Origine et emploi

### Présence de la croix dans la vie de saint Benoît

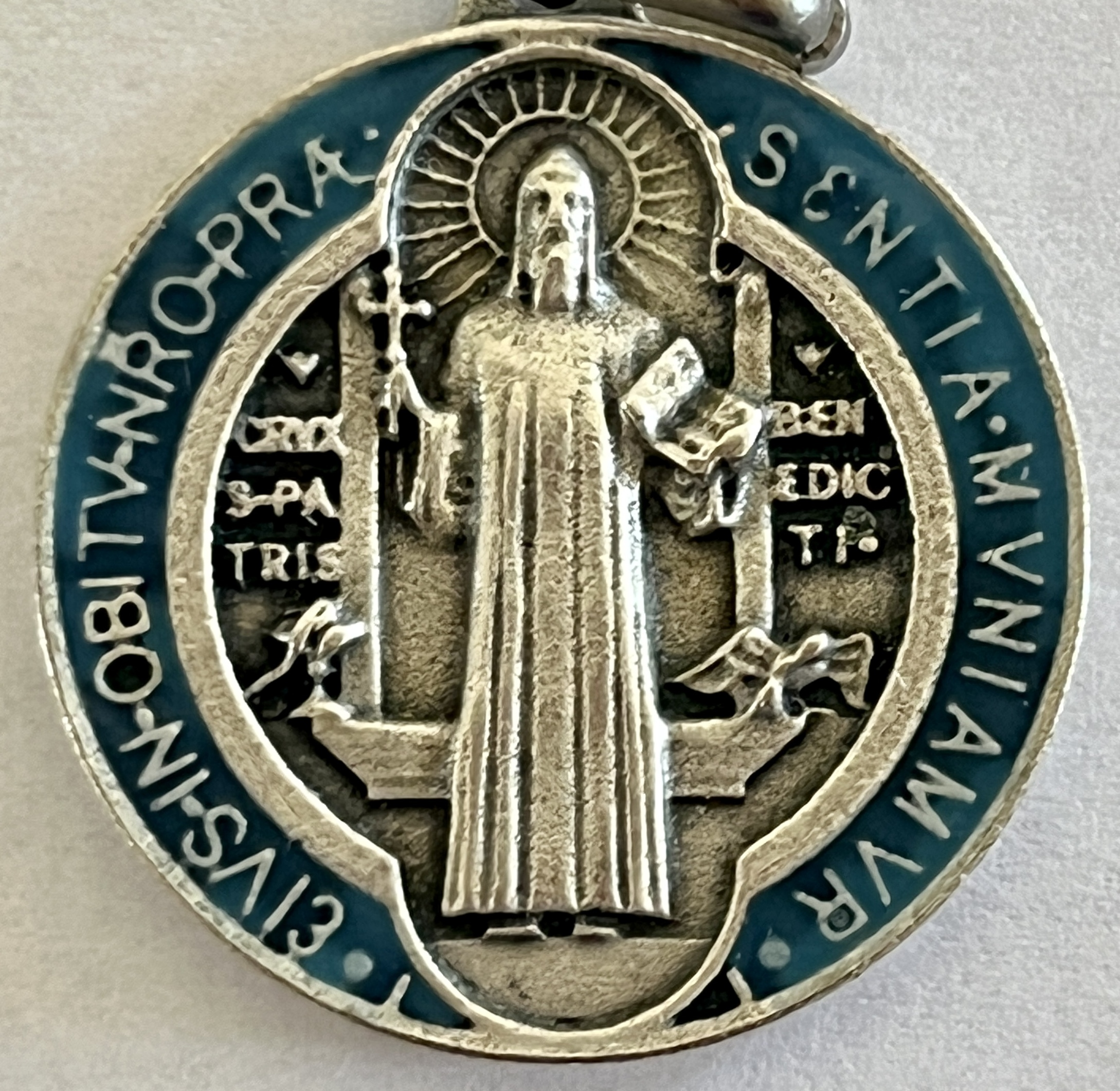
Avers d'une médaille de saint Benoît

Dans sa vie de Saint Benoît, Grégoire le Grand décrit le patriarche des moines d'Occident comme utilisant le signe de croix notamment pour dissiper ses propres tentations, pour briser un vase contenant du poison qui lui était destiné, ou encore pour faire cesser une apparence d'incendie dans le monastère suscitée par le démon.

### Première apparition de l'intervention de saint Benoît et de la Croix
Le moine Brunon, né en 1002, alors jeune homme, fut attaqué pendant son sommeil par un horrible crapaud qui lui recouvrait le visage et suçait la chair. Réveillé, il se leva aussitôt de son lit pour secouer la bête de son visage. Il commença d'avoir une inflammation sur le visage, la gorge et la poitrine. Pendant deux mois ses parents le veilleront, dans l'attente de son décès. Un jour, alors qu'il était éveillé, il vit une échelle lumineuse qui, du lit, montait vers le ciel. Un vieillard vénérable en descendit, tenant dans sa main droite un long bâton qui se terminait par une croix. Le vieillard lui posa cette croix sur le visage et ses parties enflammées, et le visage de Brunon fut guéri, le mal ayant été comme expulsé. Il raconta souvent cet épisode de sa vie à l'archidiacre Wibert qui en fit le récit que l'on retrouve dans les œuvres de Mabillon.

### Traces les plus anciennes d'usage de la Médaille

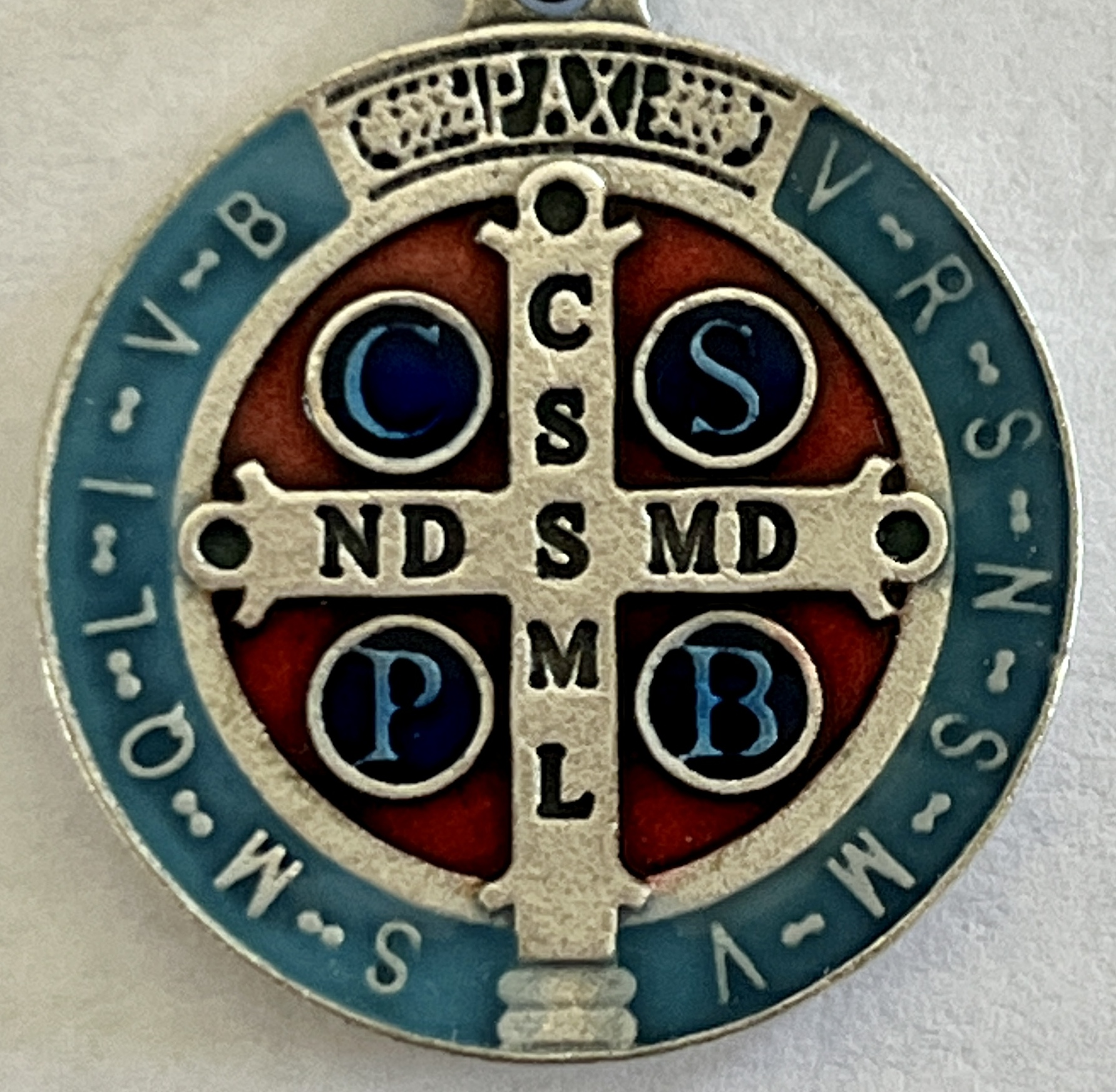
Envers d'une médaille de saint Benoît

En 1647, en Bavière, deux sorcières furent arrêtées pour l'accusation d'infester la contrée de leurs maléfices. Elles avouèrent qu'elles ne pouvaient exercer leurs sortilèges contre les monastères où la croix était présente, et moins encore dans l'abbaye de Metten. Après de longues recherches, les moines de cette abbaye découvrirent un vieux manuscrit enrichi de reliques. À la fin de ce manuscrit se trouvait un dessin réalisé par un moine anonyme qui représentait les initiales de la médaille de saint Benoît.

### Cas de guérisons

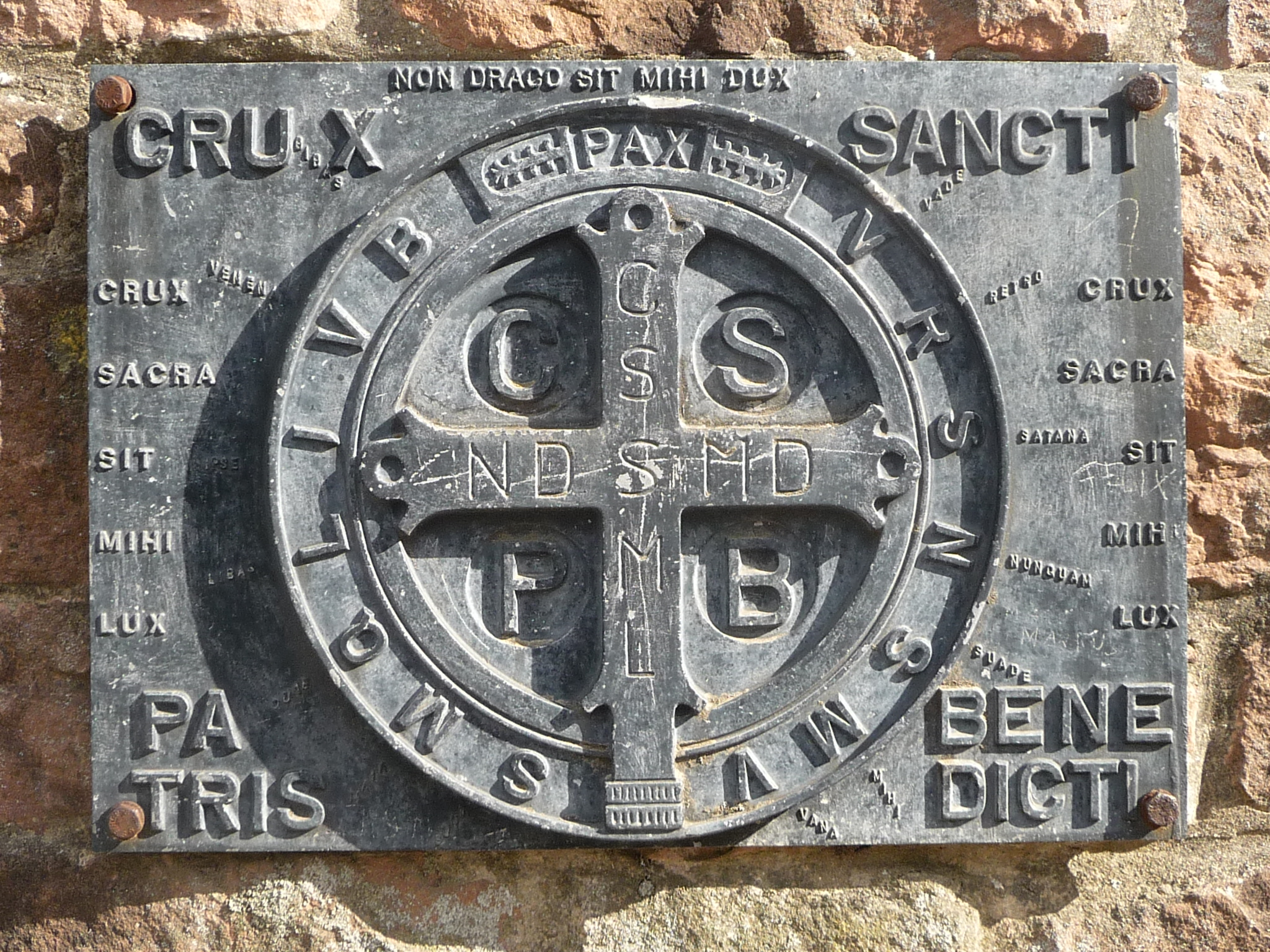
Une médaille de saint Benoît sur un mur de l'abbaye de Neuburg à Heidelberg, en Allemagne

En janvier 1849, un jésuite se présente chez un particulier à cause d'un mal de dents. On lui parle de la médaille de saint Benoît, et on en lui tend une. Dès qu'il la touche, il pousse un cri de douleur. Mais mettant sa main dans sa bouche, il sent sa dent entière, sans plus de douleur.
En février 1861, des moines bénédictins fondèrent un monastère à Clèves. Un sacristain de l'église paroissiale se proposa de réaliser une clôture pour le nouveau monastère. Pour ce faire il alla dans un bois couper des troncs d'arbre. Après avoir chargé sa charrette, il reçut sur la jambe un tronc qui en était tombé. La jambe est presque écrasée. Il avait l'habitude de porter dévotement la médaille de saint Benoît et les moines eux-mêmes l'invitaient à en faire usage. Arrivé au monastère, il posa une médaille sur sa jambe écrasée et la maintint avec une bandelette. Il s'endormit ensuite dans un profond sommeil et ne se réveilla que tard le matin. Il put alors constater que sa jambe était parfaitement guérie.

### Cas de conversion
En 1854, une femme âgée vivait dans un hospice pour incurables, retenue au lit par une paralysie presque entière. Elle tenait des propos particulièrement impies, si bien qu'on se doutait qu'il y avait dans son lit des objets maléfiques. Un jour, on la déplaça pour nettoyer sa chambre, et on découvrit sous son matelas un sac rempli d'objets suspects. On les en retira, et l'on mit à la place une médaille de saint Benoît. Lorsqu'on la coucha de nouveau dans son lit, l'esprit mauvais lui révéla qu'on lui avait retiré le sac. Elle protesta contre cela avec violence, mais dès qu'on la posa sur le lit, un grand calme se fit. Quelques jours plus tard, la femme âgée mourait réconciliée avec Dieu, et munie du viatique.

### Protection contre les embûches des démons

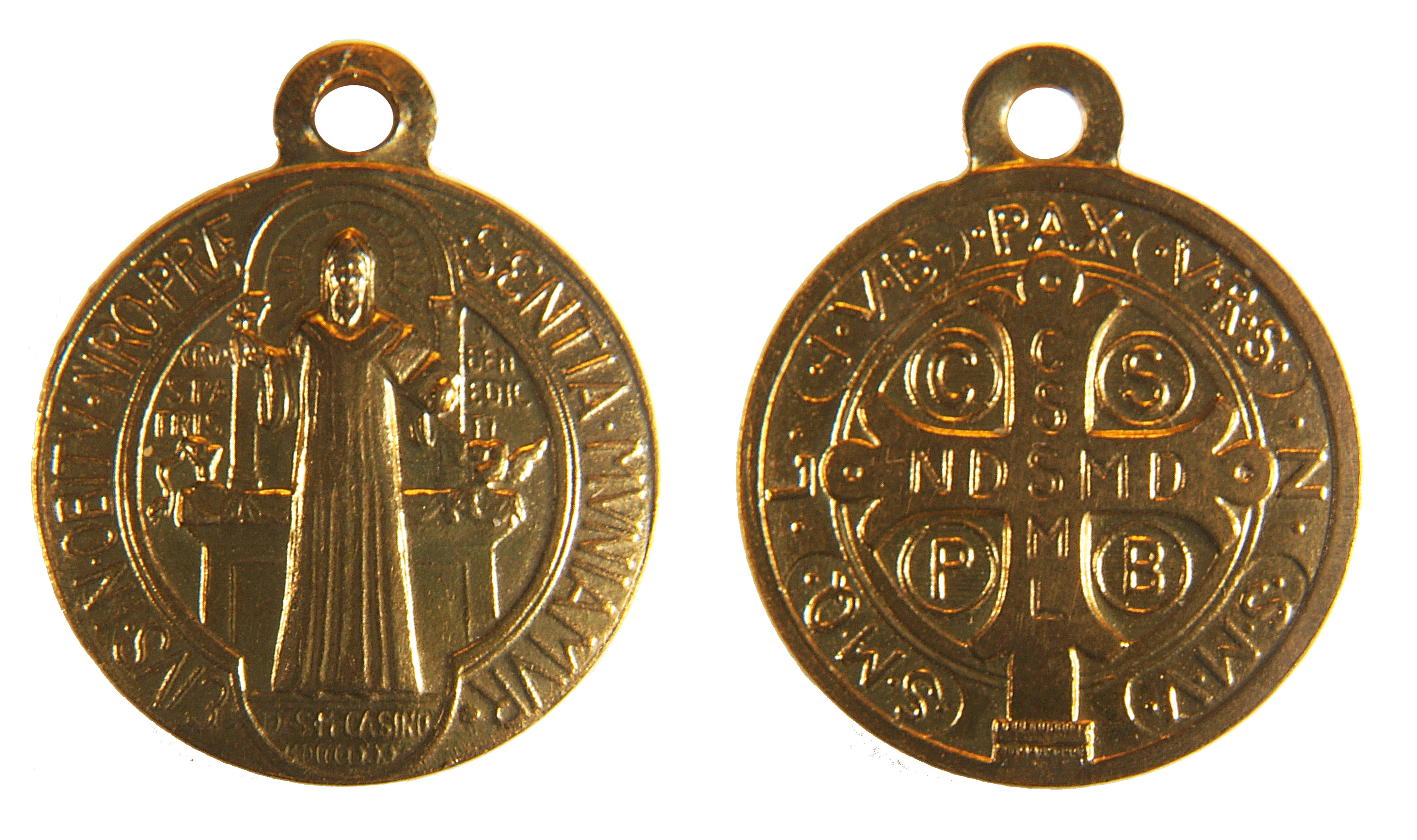
Avers et envers d'une médaille de saint Benoît à porter par exemple autour du cou

On peut regarder l'action de la médaille de saint Benoît contre les embûches du démon comme le principal objet que la bonté divine s'est proposé en faisant ce don aux fidèles. 
Dans la première moitié du XIXe siècle, près de Rennes, des catholiques tenaient quelques salles qui faisaient café et billard. Après une certaine date, des présences de démons se firent sentir. Sans qu'il y ait personne qui jouât au billard, on entendait des voix et des bruits de nombreux joueurs. Les meubles changeaient de place sans l'action de personne, et les portes s'ouvraient et se fermaient  de la même manière. Un soir, une servante se rendit dans sa mansarde pour s'habiller pour la messe de Minuit. Elle trouva dedans une épaisse fumée et quelque chose d'insaisissable qui s'y agitait. Elle poussa un cri, sortit précipitamment, et perdit connaissance. Tous ces phénomènes causaient une véritable terreur aux occupants. Ils avaient fait dire beaucoup de messes pour les défunts, fait bénir la maison, mais en vain. Un jour, une pieuse femme invita les propriétaires à utiliser la médaille de saint Benoît. La délivrance de la maison se fit sentir dès qu'ils posèrent une médaille à chaque porte. Comme ils avaient oublié la cave, toute la malice des démons sembla s'y être réfugiée. La situation redevint normale et paisible lorsqu'ils posèrent une dernière médaille à cet endroit.

### Préservation dans les dangers
Un jour de février 1859, à Paris, un enfant en très bas âge fut conduit au jardin des Tuileries par sa bonne. L'empereur Napoléon III passa vers 15h dans ce jardin, et la bonne, curieuse, va voir l'empereur, se mêlant à la foule et oubliant complètement l'enfant. Celui-ci, se voyant abandonné, décide de regagner la maison paternelle, située à quelques kilomètres de là. Il traverse en particulier la rue de Rivoli, alors sous grande affluence de véhicules à cheval. Arrivant malgré tout, il répond à ses parents consternés de le voir rentrer seul, "Eh ! N'avais-je pas sur moi la médaille de saint Benoît ? Quand j'ai traversé la rue de Rivoli, les voitures à cheval ont fait « frrou frrou » et m'ont laissé passer.

## Approbation apostolique
En 1679, Jean-Baptiste Thiers, curé près de Chartres, publia un Traité sur les superstitions, déclarant que la médaille de saint Benoît était magique, au motif que les mots y sont remplacés par leur simple initiale. Quelques décennies plus tard, le 12 mars 1742, le pape Benoît XIV publia un bref en faveur de la médaille, à la demande de Dom Bennon Lôbl, abbé du monastère Sainte-Marguerite de Prague.

## Autres aspects

### Méprise éventuelle
Cette médaille est parfois appelée « Croix de saint Benoît ». Ce nom peut prêter à confusion avec le crucifix-médaille, invention relativement récente d'un fabricant qui a produit en 1932 un crucifix - dit de la bonne mort - présentant en son centre une médaille de saint Benoît, à la demande du père bénédictin Gaspar Lefebvre.  
Cette invention a rencontré un succès important et l'objet est très répandu dans les boutiques d'articles religieux. Sa dimension la plus courante est d'environ 7,5 cm, vient ensuite la croix de 18,5 cm et même un modèle de 2,5 cm.

### Folklore
Dans le folklore populaire de l'ouest de la France (Vendée, Poitou), la médaille de saint Benoît est considérée comme la seule protection efficace contre le cheval Mallet,.

### Culture populaire
- Dans le film Constantine la médaille de Saint Benoît est gravée sur le briquet de John.
- Dans le film Délivre-nous du mal le prêtre invoque la prière de saint Benoît avec sa médaille qu'il porte autour de son cou pour délivrer le soldat vétéran du démon qui le possède.
- Dans le film L'Exorciste du Vatican, le père Gabriele Amorth, prêtre exorciste, utilise la médaille de Saint Benoît pour révéler le démon chez les personnes possédées qu'il tente de secourir.

### Sources catholiques
- Jan Karel Steppe, Saint Benoît père de l'Occident : Saint Benoît dans les arts plastiques, t. Chapitre 2, Anvers, Fonds Mercator, 1980, 477 p.
- Léo Moulin, Saint Benoît père de l'Occident : La vie bénédictine quotidienne hier et aujourd'hui, t. Chapitre 4, Anvers, Fonds Mercator, 1980, 477 p.
- Philippe Beitia, La médaille de Saint-Benoît: Histoire et spiritualité, P. Téqui, 2005 (ISBN 978-2-7403-1212-4, lire en ligne)